# Kusumba-Moschee

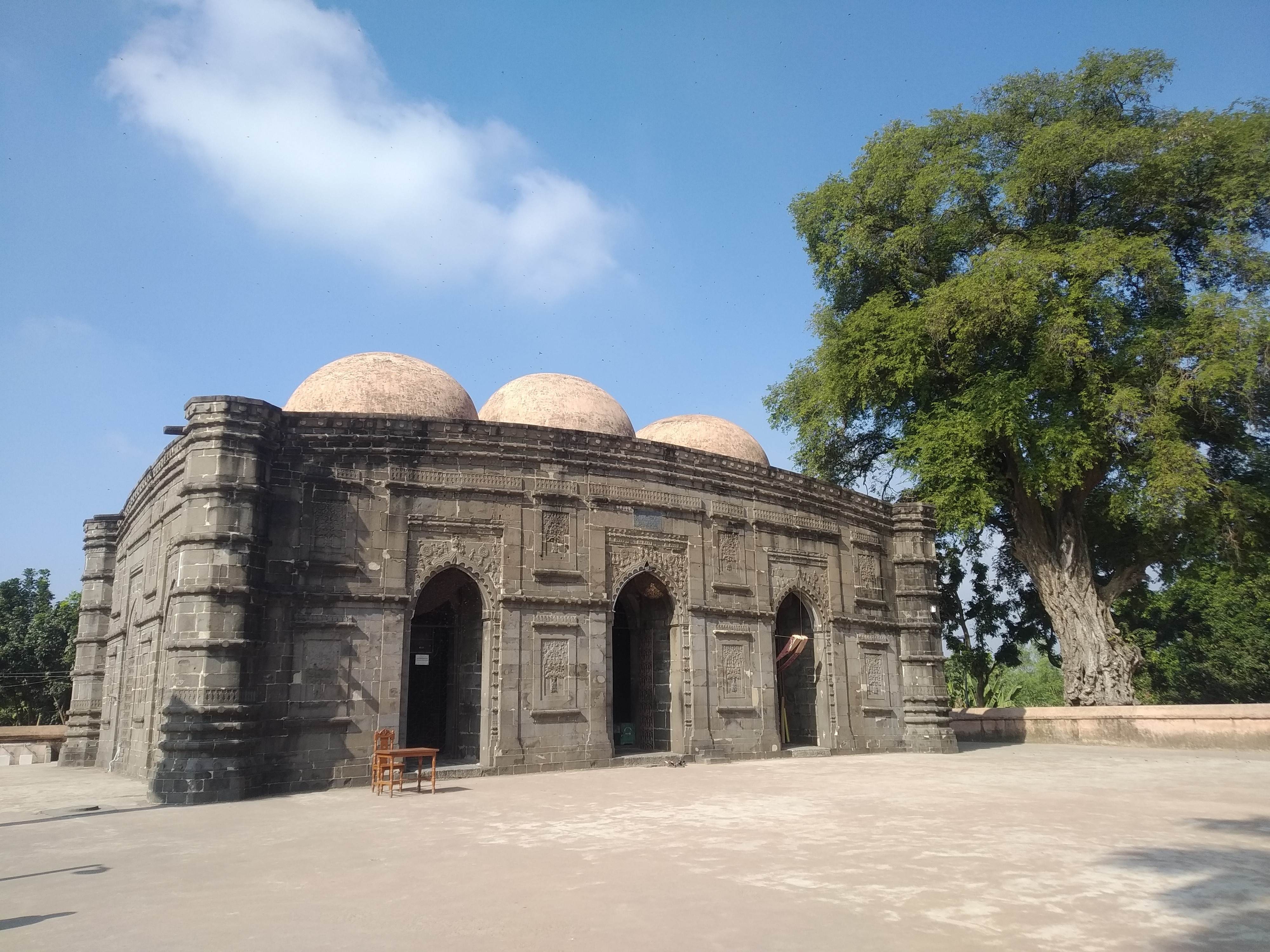
Kusumba-Moschee

Kusumba-Moschee (bengalisch কুসুম্বা মসজিদ; IAST: Kusumbā Masjid) ist eine historische Moschee in Bangladesch im Upazila Manda im Distrikt Naogaon. Sie wurde 1558 bis 1559 gebaut.

## Geographie
Die Moschee liegt am Westufer des Flusses Atrai, an einem künstlichen Bassin im Gebiet des Upazila Manda. Südlich des Bassins führt die Kusumba Mosque Road vom Rajshahi-Naogaon Highway (R 685) zur Moschee. Im Umfeld liegen zahlreiche weitere Tümpel und Reisfelder.

## Architektur
Die Moschee liegt innerhalb eines ummauerten Bezirks mit einem monumentalen Tor, in dem auch Standplätze für Wachen vorgesehen sind. Die Inschrift ist komplett in Arabisch gehalten, außer dem Satz „gebaut von“. Dieser ist in Persisch geschrieben. Fundament und der größte Teil des Gebäudes bestehen aus Ziegeln. Nur einige Außen- und Innenwände und Säulen sind aus Stein. Sechs Kuppeln tragen das Dach. Das Gebäude ist 17,67 m lang und 12,8 m breit.
Das zentrale Mihrab liegt auf der Westseite. Gegenüber dem zentralen und dem südöstlichen Eingang befinden sich an den Innenwänden im Westen zwei weitere Mihrabs. Auf diese Weise gibt es eine Unterteilung zwischen den beiden Mihrabs. Zur Zeit der Erbauung gab es offenbar auch eine Abgrenzung zwischen den gemeinen Leuten und den Beamten und Adligen.

## Geschichte
Die Kusumba-Moschee ist nach dem Dorf Kusumba benannt. Sie wurde in der Zeit der Afghanischen Herrschaft in Bengalen erbaut, zur Zeit des Suri-Herrschers Ghiyasuddin Bahadur Shah. Ein hoher Beamten mit Namen Sulaiman ließ den Bau errichten. Die Architektur ist trotzdem nicht beeinflusst von der früheren Architektur der Suri in Nord-Indien, sondern weist Elemente des bengalischen Stils auf. Am Haupteingang im Osten beschreibt eine Inschrift die Bauzeit von 966 nach der Hidschra (1558–59 n. C.). Die Steinmauern habe einen schwärzliche Farbe, worauf sich die volkstümliche Bezeichnung der Moschee als Kala Ratna (dt. „Schwarzer Edelstein“) bezieht.

## Erhaltung und Schutz
Die Moschee wurde im Erdbeben 1987 schwer beschädigt. Sie steht unter Denkmalschutz und wird vom Department of Archaeology of Bangladesh betreut.